# Eleonore Schneider
Eleonore Schneider (* 17. Mai 1907 in Berlin; † 17. September 1982 ebenda), geborene Kasna, war eine deutsche Politikerin (CDU).

## Leben und Leistungen
Eleonore Kasna besuchte ein Lyzeum und das Realgymnasium der Ursulinen. Anschließend besuchte sie eine höhere Handelsschule. 1937 starb ihr Ehemann. Sie arbeitete als Hausverwalterin und Buchhalterin.
Nach dem Zweiten Weltkrieg trat Eleonore Schneider 1945 der CDU bei. Bei der Berliner Wahl 1950 wurde sie in die Bezirksverordnetenversammlung des Bezirks Reinickendorf gewählt. Bei der folgenden Wahl 1954 wurde sie in das Abgeordnetenhaus von Berlin gewählt, dem sie anschließend bis 1975 angehörte. Von 1967 bis 1975 war sie Mitglied des Präsidiums des Abgeordnetenhauses.

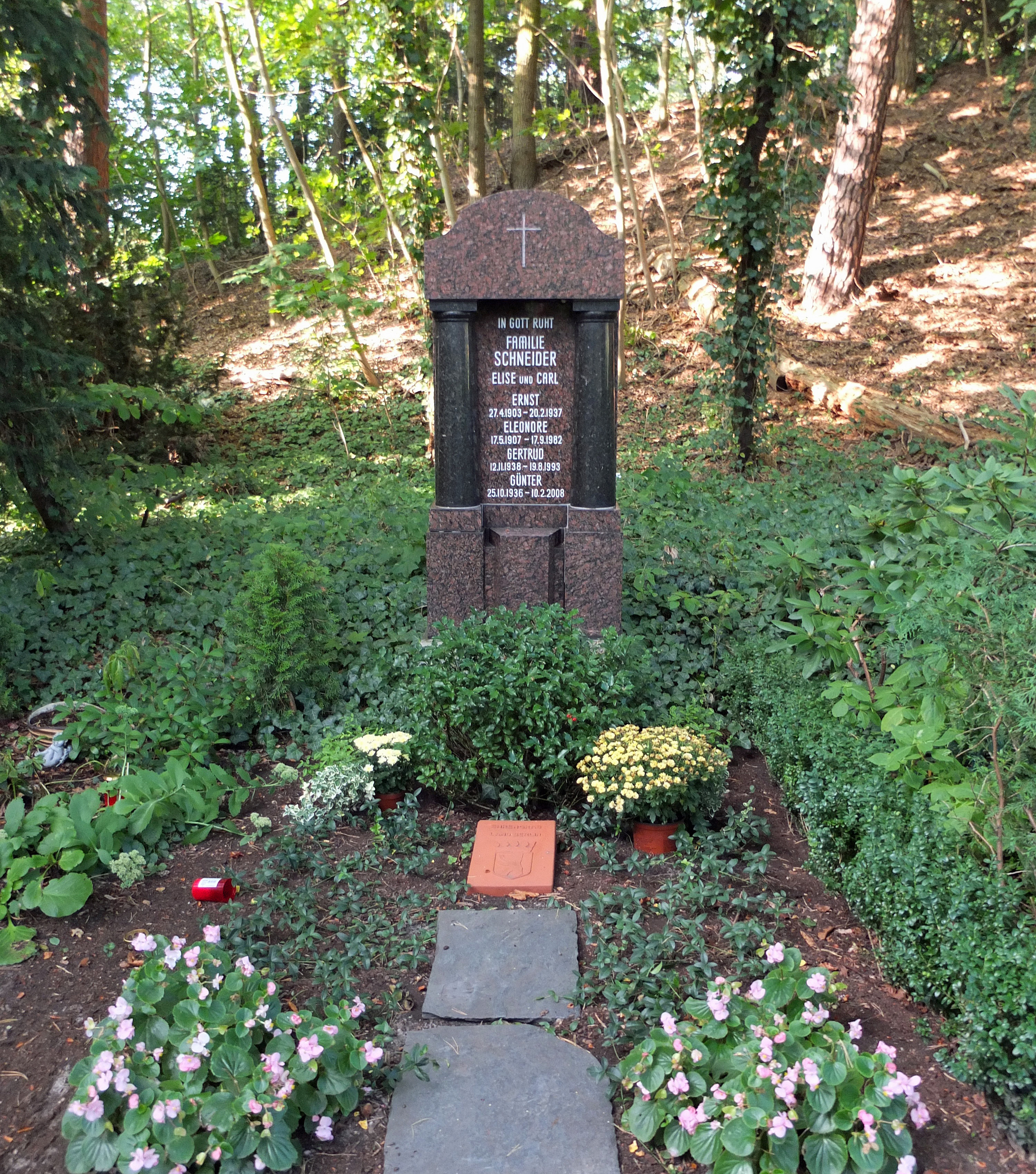
Ehrengrab Eleonore Schneiders

Eleonore Schneider wurde 1968 mit dem Bundesverdienstkreuz am Bande ausgezeichnet, 1976 wurde ihr die Ehre der Stadtältesten von Berlin verliehen. Nach ihrem Tode erhielt sie ein Ehrengrab im Friedhof Hermsdorf.